# 삼성 갤럭시 탭 S7
삼성 갤럭시 탭 S7(영어: Samsung Galaxy Tab S7), 삼성 갤럭시 탭 S7+(영어: Samsung Galaxy Tab S7+)는 삼성전자가 2020년 8월 5일에 삼성 갤럭시 노트20과 같이 공개된 삼성전자의 태블릿이다. 삼성 갤럭시 탭 S7 FE(영어: Samsung Galaxy Tab S7 FE)는 2021년 5월 25일에 공개되었다.

## 디자인
갤럭시 탭 S7과 탭 S7+는 전작과 비슷한 디자인을 유지하고 있다. 그러나 화면 크기가 커지면서 11인치 모델이 10.5인치를 대체했고, 12.4인치 모델이 새로 나왔다. 태블릿은 또한 미스틱 블랙, 미스틱 실버, 미스틱 브론즈, 미스틱 네이비 등 4가지 새로운 색상으로 출시된다.

## 사양

### 하드웨어

#### 디스플레이
갤럭시 탭 S7은 11인치 2560 x 1600 LCD 디스플레이를, 탭 S7+는 12.4인치 2800 x 1752 OLED 디스플레이를 탑재했다. 두 모델 모두 화면 재생 비율이 120Hz를 지원하나 갤럭시탭S7 기본 모델은 가변형 1-120hz이며 갤럭시탭s7+는 고정 주사율 120hz를 지원한다.

#### 칩셋
두 태블릿 모두 칩에 퀄컴 스냅드래곤 865+ 시스템을 탑재했다. SoC는 7nm+ 처리 기술 노드를 기반으로 한다. 태블릿은 또한 아드레노 650 GPU를 갖추고 있다. 갤럭시탭S7 FE는 LTE 모델의 경우 퀄컴 스냅드래곤 750G를 탑재하였고 Wifi 모델의 경우 퀄컴 스냅드래곤778G를 탑재하였다.

#### 저장공간
갤럭시 탭 S7과 탭 S7+는 128GB, 256GB, 512GB 옵션으로 제공되지만 일부 지역에서는 모든 용량 변형이 제공되지 않는다. 마이크로SD 카드를 사용하여 1TB의 확장을 추가할 수 있다. RAM의 기본 용량은 128GB는 6GB이며 256GB 모델은 8GB 램이며 2021년도에 출시된 512GB 모델은 RAM 12GB를 탑재하였다. 갤럭시탭S7 FE는 64GB, 128GB, 256GB의 옵션이 제공되지만 국내의 경우 256GB를 제외한 64GB와 128GB만 출시되었으며 64GB 모델은 RAM 4GB이며 128GB 모델은 RAM 6GB, 256GB는 RAM 8GB의 옵션을 제공한다. 

#### 배터리
갤럭시 탭 S7과 탭 S7+는 각각 8,000mAh와 10,090mAh의 비이동식 리튬 이온 배터리를 사용한다. 45W 급속 충전도 가능하다. 갤럭시탭S7 FE의 경우 탭S7+와 동일한 용량의 배터리를 탑재하였다. 

#### 연결
두 태블릿 모두 5G 표준 연결이 제공되지만 일부 지역에서는 LTE 또는 6GHz 이하만 사용할 수 있다. 와이파이 전용 변종도 있다.

#### 카메라
두 태블릿 모두 듀얼 후면 카메라 어레이를 갖추고 있다. 광각렌즈는 θ/2.0 조리개를 가진 26mm 13MP 카메라이고, 초광각렌즈는 θ/2.2 조리개를 가진 12mm 5MP 카메라이다.

#### S펜
삼성 갤럭시 노트 20과 비슷하게, 갤럭시 탭 S7과 S7+는 9ms의 더 나은 대기 시간을 특징으로 한다. 그것은 또한 새로운 에어 제스처를 얻는다.

### 소프트웨어
One UI 2.5 (안드로이드 10)을 기본으로 탑재했다. 현재는 One UI 4 (안드로이드 12)로 업데이트되었다.

## 사진

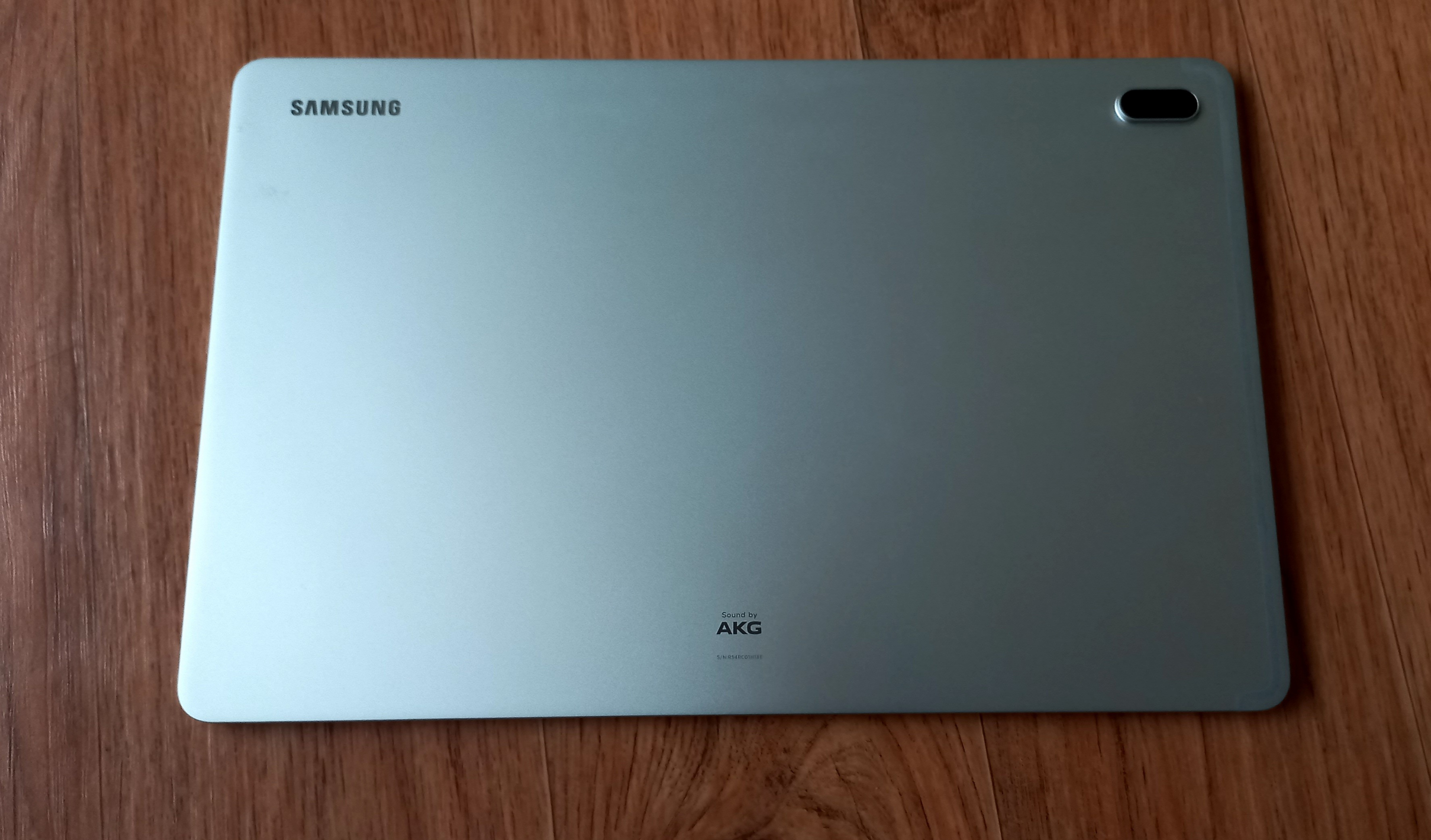
삼성 갤럭시 탭 S7 FE